# Enallagma geminatum
Enallagma geminatum là một loài chuồn chuồn kim trong họ Coenagrionidae.
Enallagma geminatum is in 1895 voor het eerst wetenschappelijk beschreven door Kellicott.